# Stazione di San Gavino (1871)
Stazione di San Gavino 2007-ben bezárt vasútállomás Olaszországban, Szardínia régióban, San Gavino Monreale településen.

## Vasútvonalak
Az állomást az alábbi vasútvonalak érintették:
- Cagliari–Golfo Aranci Marittima-vasútvonal

## Kapcsolódó állomások
A vasútállomáshoz az alábbi állomások vannak a legközelebb: 
- Stazione di Pabillonis
- Stazione di Sanluri Stato